# Hogna labrea
Hogna labrea là một loài nhện trong họ Lycosidae.
Loài này thuộc chi Hogna. Hogna labrea được Ralph Vary Chamberlin & Wilton Ivie miêu tả năm 1942.